# Euphrasia foliosa
Euphrasia foliosa är en snyltrotsväxtart som beskrevs av Francis Whittier Pennell. Euphrasia foliosa ingår i släktet ögontröster, och familjen snyltrotsväxter. Inga underarter finns listade i Catalogue of Life.